# 상트페테르부르크 조약 (1875년)

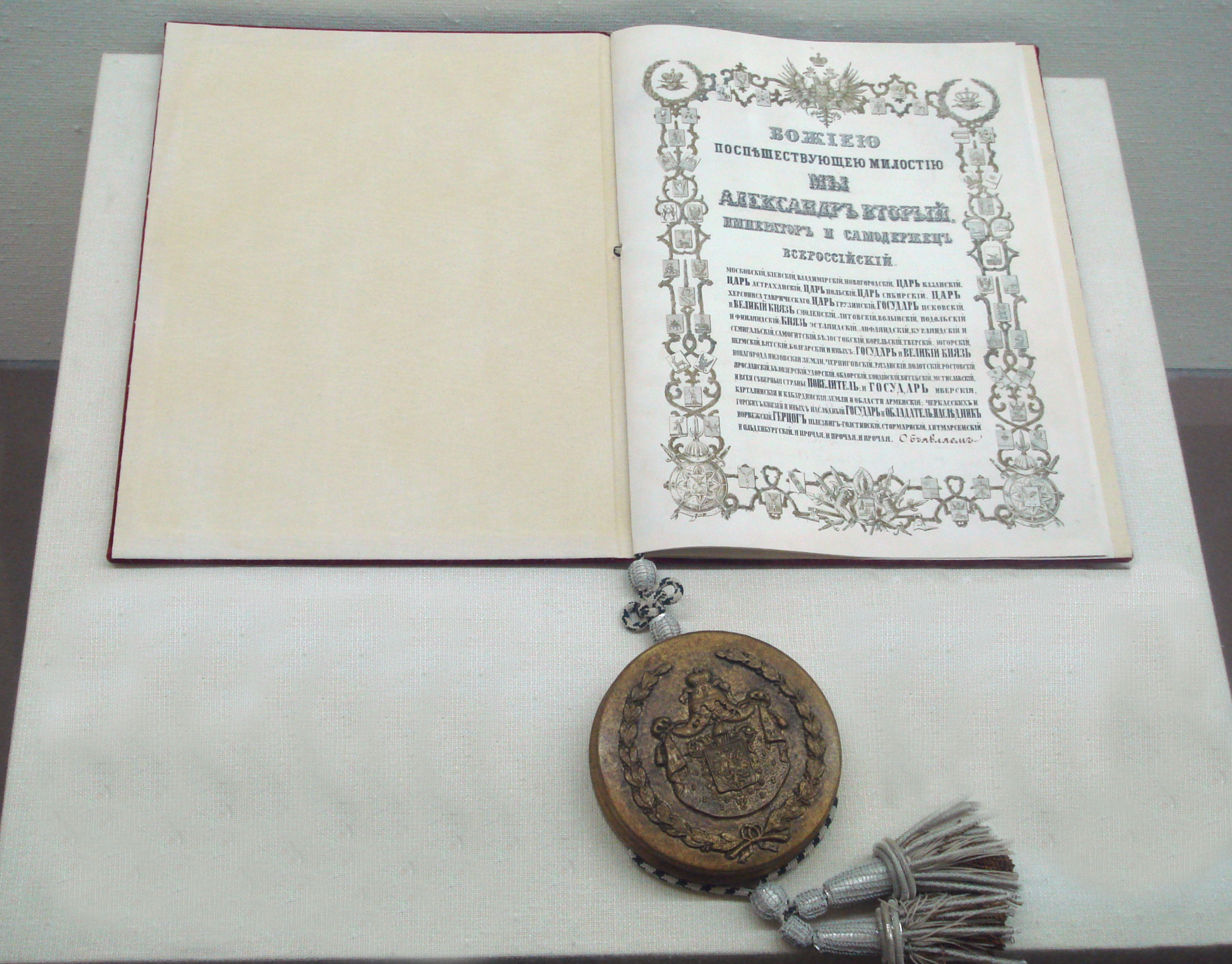

상트페테르부르크 조약은 1875년에 일본과 러시아 제국과의 사이에 국경을 변경·확정하기 위해서 체결된 조약이었다. 일본에서는 가라후토-지시마 교환조약(樺太・千島交換条約, 사할린-쿠릴 열도 교환조약)이라고 부른다.
일본과 러시아의 국경은 1855년의 러일 화친 조약에 의해 쿠릴 열도의 이투루프섬과 우루프섬의 사이로 정해졌지만, 일본 정부는 영토를 더 확보하기 위해 러시아 정부와 계속 교섭했다.
구로다 기요타카 등은 가라후토(사할린)보다 홋카이도 개척에 전력을 다해야 한다고 주장했다. 일본 정부는 이러한 주장을 받아들여 러시아와 이 조약을 체결하였다. 조약의 내용은 다음과 같다.
- 일본은 사할린섬 전체를 러시아령으로 인정함.
- 러시아는 우루프섬을 포함한 쿠릴 열도 북쪽의 18개 섬을 일본에 넘겨줌.
- 러시아는 사할린섬에 있던 일본인의 재산을 배상하고 일본의 어업권을 승인함.

이후 러일 전쟁에서 일본은 사할린섬의 남부(북위 50도선 이남)을 할양받아 이 지역을 "남 가라후토"로 통치하였으며, 러시아 내전 중에는 북부까지 점령(1918년~1925년)하기도 하였다. 소비에트 연방은 제2차 세계대전 말인 1945년 8월에 사할린 남부와 쿠릴 열도 전역을 점령하였고, 1951년의 샌프란시스코 강화조약으로 이 지역에 대한 영토권을 확립하였다. 그러나, 일본은 이 중 쿠릴 열도의 4개섬에 대해서 영유권을 주장하며 러시아에 반환을 요구하고 있다.

## 같이 보기
- 러일 화친 조약
- 쿠릴 열도
- 가라후토청
- 사할린섬
- 쿠릴 열도 분쟁